# Drăgușeni (Iași)
Drăguşeni es una comuna ubicada en el distrito de Iași, Rumania.

## Superficie
Cuenta con una superficie de 18,69 kilómetros cuadrados.

## Demografía
Hasta 2021 la población era de 1217 habitantes, con una densidad de población de 65,12 habitantes por kilómetro cuadrado.